# Togosee
Der Togosee ist eine 64 km² große Lagune im Süden des afrikanischen Staates Togo in der Region Maritime am Atlantischen Ozean westlich der Stadt Aného.

## Lage
Die Außenbezirke der Landeshauptstadt Lomé sind vom Westrand des Sees mit Agbodrafo, dem ehemaligen portugiesischen Sklavenhandelsort Porto Seguro, weniger als zehn Kilometer entfernt. Im Südosten liegen am See als größere Orte Togoville, Badougbe und Agbantokopé, wo der Ausfluss aus der Lagune beginnt, der in Aného den Atlantik erreicht. 
Der See wird von Einheimischen auf Karpfen, Seezunge, Steinbutt und andere befischt. Hauptstädter verbringen an ihm ihre Freizeit oder betreiben Wassersport.

## Geschichte
Der zum Reichsbeauftragten für Togo und Kamerun ernannte Afrikaforscher Gustav Nachtigal unterschrieb am 5. Juli 1884 in Togoville einen Vertrag zur Sicherung deutscher Ansprüche.

## Lagunen-Komplex
Der Mono als auch der Couffo münden in der Küstenlagune von Benin, die am Bouche du Roi ins Meer mündet. Im Westen verbindet der schmale M’baga-Kanal dies mit dem togoischen Lagunensystem, das am Passe d’Aného zum Meer hin offen ist und über das der Sio entwässert. Dieses schmale, parallel zur Küste verlaufenden Gewässer kommuniziert mit zwei großen Brackseen, dem Ahémé-See und dem Togosee.

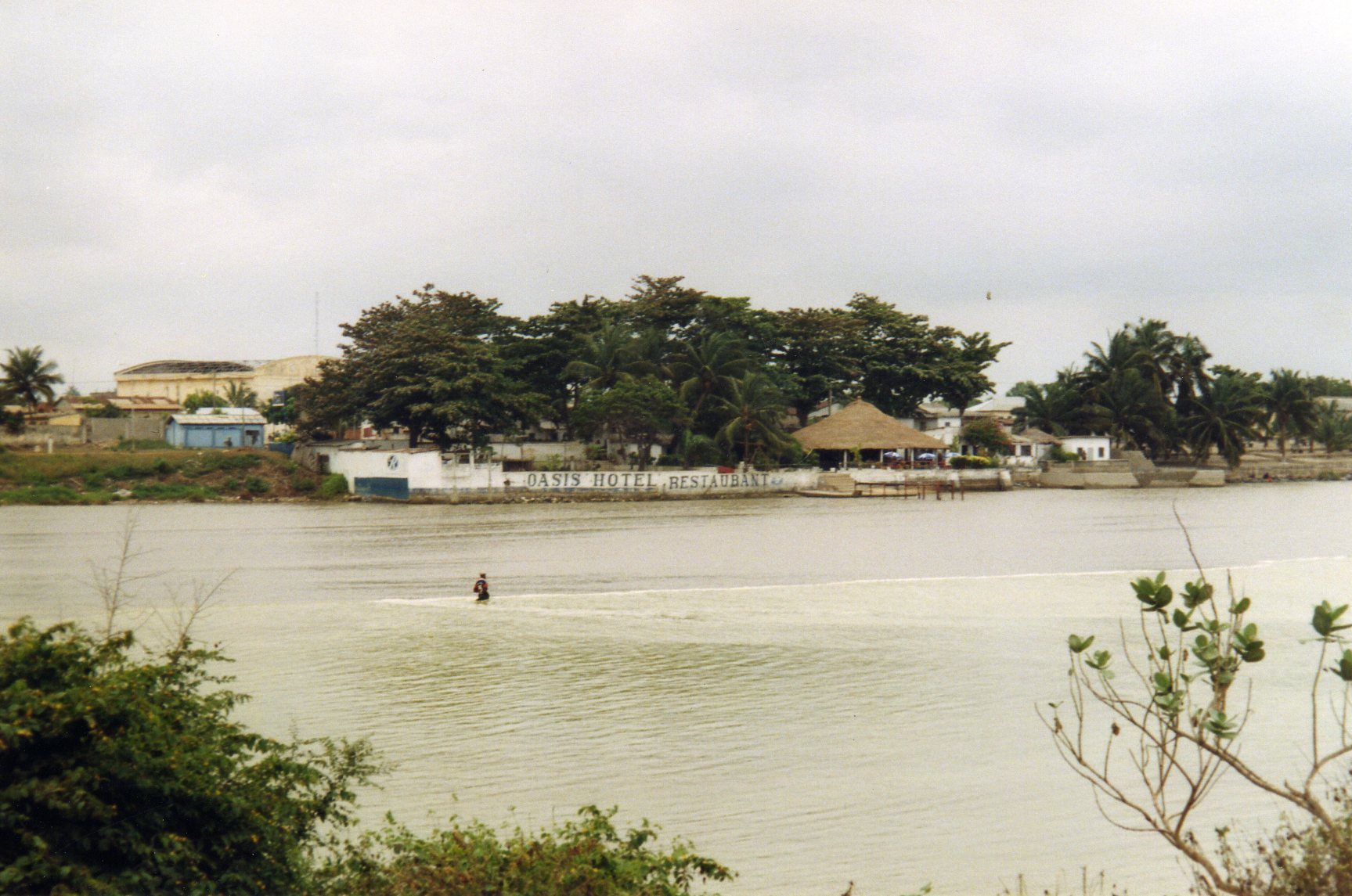
Lagune in Aného